# Parafia bł. Karoliny Kózka w Siedlcu
Parafia błogosławionej Karoliny Kózka w Siedlcu – parafia rzymskokatolicka, znajdująca się w diecezji tarnowskiej, w dekanacie Radłów.

## Proboszczowie
- ks. Zbigniew Stachura (2018–2021)[2]
- ks. Ireneusz Paluch (2021– )[3]